# Memo Remigi
Emidio Remigi, soprannominato Memo (Erba, 27 maggio 1938), è un cantautore, compositore e personaggio televisivo italiano.

## Biografia
Nasce a Erba e cresce a Como, città natale dei genitori. Scoperto da Giovanni D'Anzi, inizia a esibirsi nei primi anni sessanta. Dopo avere vinto il "Festival della canzone di Liegi" con Oui, je sais, ottiene un contratto discografico con la Karim, con cui incide i primi 45 giri. Vive a Varese.
Nell'ottobre del 1964 passa alla Ri-Fi, e nel 1965 partecipa a Un disco per l'estate con la canzone Innamorati a Milano, con testo di Alberto Testa, e che sarà il suo maggiore successo come interprete.
Nel 1965 compone la musica di Io ti darò di più, presentandola al Festival di Sanremo nella doppia interpretazione di Orietta Berti e Ornella Vanoni: sarà un cavallo di battaglia per entrambe le artiste, e trampolino di lancio per la voce di Cavriago. Nella stessa edizione è presente un altro suo brano, La notte dell'addio, il cui testo è scritto anch'esso da Alberto Testa, interpretato da Iva Zanicchi e dallo statunitense Vic Dana.
Nel 1967 gareggia al Festival di Sanremo, in coppia con Sergio Endrigo, con la canzone Dove credi di andare. Tornerà a Sanremo altre due volte, nel 1969 con Una famiglia, in coppia con Isabella Iannetti, testo ancora di Alberto Testa, e nel 1973 con Il mondo è qui. Negli anni successivi Remigi si dedica soprattutto alla scrittura componendo, tra l'altro, per Shirley Bassey e Ombretta Colli. Il motivo di successo Cerchi nell'acqua, del 1967, è stato inserito nel film di Claude Lelouch, Vivere per vivere.
È del 1974 la raccolta di canzoni dedicate al capoluogo lombardo, nell'album Emme come Milano. Torna a casa mamma è una canzone sul tema della separazione, interpretata nel 1977 con suo figlio Stefano di otto anni. Scrive inoltre canzoni più popolari, tra cui Salvatore, incisa da Ombretta Colli. Sempre nel 1977 conduce la trasmissione Il mercante in fiera su Antenna 59, emittente locale di Cernobbio (Como).
Compone anche diverse canzoni per bambini su testi di Ferdinando Pacella e Gianluigi Guarnieri, partecipando come autore a varie edizioni dello Zecchino d'Oro, vincendo l'edizione del 1979 con la canzone Un Bambino. Tra i suoi successi su questo filone si ricorda Basta prendo parto volo via. Ha composto anche la canzone Amore romantico di Donatella Moretti, alcune canzoni di Topo Gigio, come Che tipo di topo e Gigio Money, una canzone per Franco Califano, intitolata Buona fortuna Annamaria e una canzone per Christian, intitolata Lo so che è stato amore.
Dai primi anni settanta comincia a lavorare assiduamente come conduttore radiofonico per programmi, come Via Asiago Tenda e Piano bar "Gocce di Luna", per Radio 1. Accanto all'attività più prettamente musicale, Remigi diventa un volto popolare grazie a varie conduzioni e partecipazioni televisive a cavallo tra Rai ed emittenti private, Innamorati a Milano diventa sigla di inizio trasmissioni della nascente Telemilano 58, futura Canale 5.
È conduttore di programmi televisivi su emittenti private prima di passare a programmi per la Rai, tra i quali Qualcosa da dire e Con rabbia e con amore, durante i quali introduce i cantautori di quel periodo e interagisce con loro. Il suo curriculum televisivo prosegue con un varietà di Marcello Marchesi al fianco di Gloria Paul dal titolo Per un gradino in più. Continua con il grande successo in diciotto puntate dal titolo A modo mio, nel quale Remigi ha come ospite protagonista per ogni puntata una star dello spettacolo: Lea Massari, Catherine Spaak, Sandra Milo, Rosanna Schiaffino, Loretta Goggi, Claudia Mori e tante altre.
L'inquilino del piano di sotto è un programma dedicato ai bambini nel quale Remigi è affiancato da Topo Gigio, con Isabel Russinova e Alberto Castagna conduce un'edizione del programma per Rai 2 dal titolo Mattina 2 e continua il percorso televisivo con Mita Medici per nove mesi tra il 1993 e il 1994 con Detto tra noi Mattina.
Partecipa come ospite fisso dell'edizione del 1981-1982 di Fantastico, interpretando anche la sigla di chiusura Gocce di Luna. È ospite fisso anche nell'edizione di Unomattina, condotto da Paola Saluzzi.
Remigi si cimenta anche come attore teatrale nella commedia Un angelo calibro 9, al fianco di Arnoldo Foà, Rosanna Schiaffino e Lia Zoppelli. Nel 2006 è testimonial della LILT per la campagna contro il fumo con la canzone-video Basta, basta, sigaretta. Incide anche due CD dal titolo Canzoni di sempre, dedicati a Giovanni D'Anzi e Gorni Kramer. Nel 2008 è uscito con un doppio CD dal titolo Sembra ieri, che raccoglie i suoi successi, canzoni su Milano e brani inediti.
È autore e interprete di Varese Va, inno del mondiale di ciclismo di Varese 2008, di cui è stato realizzato un video cantato con alcuni campioni di ciclismo. Ha ricevuto il premio alla carriera il 9 luglio 2011 nel corso dell'undicesima edizione del "Grand Prix Corallo Città di Alghero". È stato candidato nelle liste dell'Unione di Centro per la Lombardia in vista delle elezioni regionali del 2013.
A partire dal 2017 è ospite fisso di Propaganda Live, programma condotto da Diego Bianchi su LA7. Nel 2021 viene a mancare, dopo una lunga malattia, la moglie Lucia Russo, sposata nel 1966. Dal 2021 è ospite fisso di Oggi è un altro giorno. Dal 16 ottobre di quell’anno è uno dei concorrenti della sedicesima edizione di Ballando con le stelle e nel 2022 partecipa allo special Nudi per la vita. 
Il 22 ottobre 2022 viene rimosso dal cast di Oggi è un altro giorno per aver molestato sessualmente palpeggiando, in diretta, la cantante Jessica Morlacchi durante la puntata del giorno precedente, e di conseguenza viene rimosso anche da Propaganda Live. Torna in Rai nel 2024, come ospite nel programma pomeridiano BellaMa', in onda su Rai 2. Seguiranno poi altre ospitate nel programma, fino ad entrare nel cast fisso nella terza edizione in partenza nel settembre del 2024.

## Discografia

### Album
- 1969 – Un ragazzo, una ragazza (Carosello Records, PLP 326)
- 1971 – In tema d'amore (Carosello Records, CLN 25013, ristampato nel 1974 con il titolo Le canzoni d'amore di Memo Remigi CLP 23026)
- 1975 – "Emme" come Milano (Carosello Records, CLN 25049)
- 1979 – Memo Remigi (Carosello Records, CLN 25084)
- 1990 – Innamorato (Lost And Found Records LF 2003)
- 2001 – Canzoni di sempre - Memo Remigi canta Giovanni D'Anzi

(Idea Produzioni Musicali CD COM120)
- 2003 – Canzoni di sempre - Memo Remigi canta Gorni Kramer (Idea Produzioni Musicali CD COM 143)
- 2004 – Buonumore milanese - Memo Remigi canta D'Anzi, Kramer e...

(Idea Produzioni Musicali MRCD 4343 (2))
- 2006 – Ieri, oggi a Milano (Dv More Record 8618006008269)
- 2009 – Che tutto vada liscio con ... (Idea Produzioni Musicali CD COM 132)

### Raccolte
- 1977 – A modo mio (Carosello Serie Orizzonte ORL 8184)
- 1978 – Innamorati a Milano (Rifi Serie Penny – REL-ST 19392, ristampato in CD nel 1996 su etichetta Replay Music RSCD 8004)
- 1984 – I grandi successi di Memo Remigi (Lotus – LOP 14092)
- 1997 – Soloamore (Duck Record – DGCD 183, CD, MC)
- 1998 – Sembra ieri ... in fondo non sono cresciuto molto (DV More Raccolta con inediti)

### 45 giri
- 1962 – Ti amo/Le tue lacrime (Karim, KN 123)
- 1962 – Il volto/Se due sposi si danno la mano (Karim, KN 134)
- 1962 – Come mai/Se te ne andrai (Karim, KN 136)
- 1962 – Non so chi sei/C'est la vie, c'est l'amour (Karim, KN 140)
- 1962 – Oui je sais/Non ci credo (Karim, KN 160)
- 1963 – Che cosa ci regala l'estate/Non ci credo (Karim, KN 186)
- 1963 – La botte/Eri un'abitudine (Karim, KN 188)
- 1964 – Quando torna la malinconia/Tanto io (Ri-Fi, RFN-NP 16-067)
- 1965 – Innamorati a Milano/Come se noi due (Ri-Fi, RFN-NP 16-095)
- 1966 – Io ti darò di più/C'era la notte (Ri-Fi, RFN-NP 16-127)
- 1966 – Mi credono povero/E tu? (Ri-Fi, RFN-NP 16-143)
- 1967 – Dove credi di andare/L'amore fra noi due
- 1967 – E pensare che ti chiami Angela/Amore mio (Decca Records, FI-711)
- 1967 – Monamì/Il tuo passato (Carosello Records, CI-20177)
- 1967 – Angelica/L'amore fra noi due (Carosello Records, CI-20180)
- 1967 – Cerchi nell'acqua/Vivere per vivere (Carosello Records, CI-20190)
- 1968 – Nessuno fa niente per niente/Nostalgia (Carosello Records, CI-20206)
- 1968 – Cosa c'è nel sole/Joanna (Carosello Records, CI-20216)
- 1969 – Una famiglia/Pronto... sono io (Carosello Records, CI-20220)
- 1969 – The end of a story/Quanto mai (Carosello Records, CI-20226)
- 1969 – Un ragazzo una ragazza/Non dimenticar le mie parole (Carosello Records, CI-20240)
- 1970 – Libertà/Mi succede d'amare (Carosello Records, CI-20260)
- 1971 – Lo so che è stato amore/Tu sei qui (Carosello Records, CI-20288)
- 1972 – Se sei capace insegnami/Amore romantico (Carosello Records, CI-20319)
- 1973 – Il mondo è qui/Amare e poi scordare (Carosello Records, CI-20347)
- 1974 – Emme come Milano/Secondo te (Carosello Records, CI-20377)
- 1976 – Sarà stato il tempo/Quante (Carosello Records, CI-20407)
- 1977 – Basta prendo parto volo via.../Mistral (Carosello Records, CI-20437)
- 1977 – Torna a casa mamma/Dove sei cagnolino? (assieme al figlio Stefano) (Carosello Records, CI-20451)
- 1978 – E un altro giorno se ne va/Mi cercherai (Carosello Records, CI-20469)
- 1979 – Che tipo di topo/Gigio money (Carosello Records, CI-20476) (con Topo Gigio)
- 1979 – Quelli dell'arcobaleno/Quelli dell'arcobaleno (strumentale) (Carosello Records, CI-20480)
- 1981 – Gocce di luna/Salvami (Carosello Records, CI-20501)
- 1984 – Quando un amore nascerà/Un uomo tranquillo (Fonit Cetra, SP 1816)
- 2021 – ComoShapira

## Programmi televisivi
- Per un gradino in più (Secondo Programma, 1971)
- Qualcosa da dire (Secondo Programma, 1974)
- Teatrino di città e dintorni (Rete 1, 1976)
- Con rabbia e con amore (Rete 1, 1976)
- A modo mio (Rete 1, 1977)
- Il mercante in fiera (Antenna 59, 1977)
- Canzoni d'estate (Rete 1, 1978)
- L'inquilino del piano di sotto (Rete 1, 1979)
- Tre stanze e cucina (Rete 1, 1979-1980)
- Fantastico 2 (Rete 1, 1981-1982)
- Saint Vincent Estate (Rete 1, 1982)
- Mezzanotte insieme (Rete 1, 1982)
- Miss Italia (Canale 5, 1982)
- Festival di Sanremo (Rai 1, 1988) – inviato
- Fate il vostro gioco (Rai 2, 1988-1989)
- Occhio al biglietto (Rai 1, 1990)
- Mattina 2 (Rai 2, 1992)
- Detto tra noi mattina (Rai 2, 1993-1994)
- Unomattina (Rai 1, 1999-2001)
- Techetechete' (Rai 1, 2015) – puntata 62
- Propaganda Live (LA7, 2018-2022)
- Oggi è un altro giorno (Rai 1, 2021-2022)
- Ballando con le stelle (Rai 1, 2021) – concorrente
- Nudi per la vita (Rai 2, 2022) – concorrente
- Alessandro Borghese - Celebrity Chef (TV8, 2022) – concorrente
- BellaMa' (Rai 2, dal 2024) – cast fisso

## Filmografia
- Se mi vuoi bene, regia di Fausto Brizzi (2019)